# Cyclopina ensifera
Cyclopina ensifera – gatunek widłonoga z rodziny Cyclopinidae. Nazwa naukowa tego gatunku skorupiaków została opublikowana w 1925 roku przez włoskiego zoologa Remo Grandoriego.